# Gavin Turk
Gavin Turk (né en 1967) est un artiste britannique qui fait partie des Young British Artists.
L'œuvre de Turk traite de questions d'authenticité et d'identité, engagées dans des débats modernistes et avant-gardistes autour du "mythe" de l'artiste et de la "paternité" d'une œuvre d'art.

## Biographie

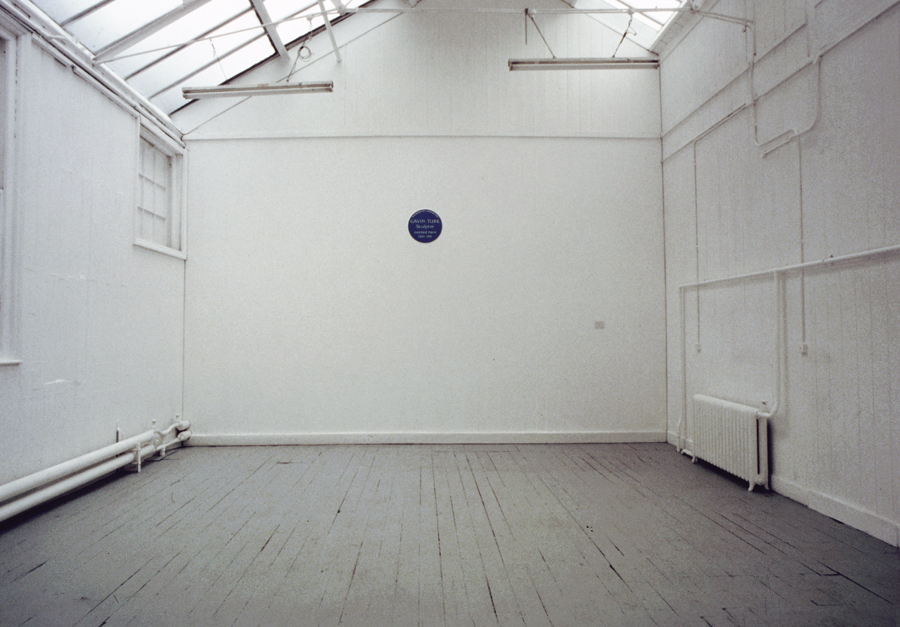
Gavin Turk, installation « Cave », Royal College of Art, 1991.

Gavin Turk étudie à la Chelsea School of Art de 1986 à 1989 et au Royal College of Art de 1989 à 1991.
En 1991, des professeurs du Royal College of Art refusent de lui donner son diplôme de troisième cycle, une décision basée sur son exposition de fin d'études. Intitulée Cave, elle consistait en un studio blanchi à la chaux, contenant une plaque patrimoniale bleue (semblable à celle que l'on trouve normalement dans les bâtiments historiques) commémorant sa propre présence en tant que sculpteur, déclarant que "Gavin Turk a travaillé ici de 1989 à 1991". Cela donna une certaine notoriété instantanée à Turk, dont les travaux avaient été acquis par de nombreux collectionneurs, dont Charles Saatchi, qui exposa plus tard le travail de Turk dans l'exposition Sensation, qui a été présentée à Londres (Académie royale des arts), Berlin (Hamburger Bahnhof) et New York (Brooklyn Museum). Turk a assisté déguisé en un sans-abri indigent au vernissage de l'exposition Sensation à la Royal Academy.
Il a par la suite produit un vaste corpus d'œuvres qui prétend questionner la valeur et l'intégrité d'une identité artistique hermétique.

## Pratique artistique

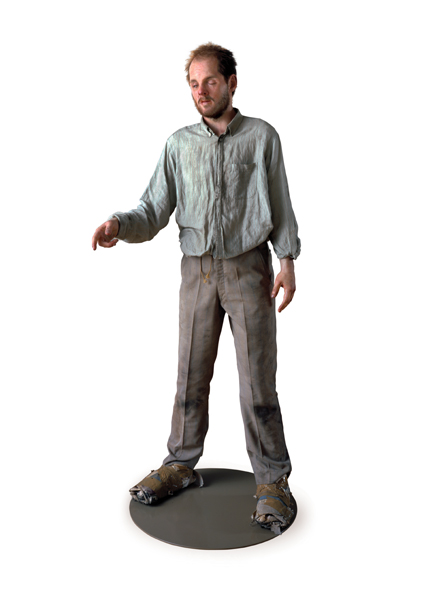
Gavin Turk, Bum, 1998.

L'œuvre de Turk intègre souvent des images emblématiques de personnages issus de la culture populaire et de sources historiques de l'art. Une série de peintures à la cire grandeur nature et détaillées, incorporant l'apparence de l'artiste, présente l'artiste prenant différentes postures comme différents personnages, notamment Sid Vicious, Jean-Paul Marat et le révolutionnaire marxiste Che Guevara. Pop (1993), l'œuvre la plus célèbre de Turk dans cette série, est une cire de Turk en tant Sid Vicious. Le travail s'approprie la posture de la sérigraphie d'Elvis Presley réalisée par Andy Warhol. Dans l'œuvre, la main droite pointe un pistolet, motif qui revient dans d'autres œuvres de la série, comme Bum (1998).
Turk s'est approprié des éléments reconnaissables d'artistes comme Jacques-Louis David, Yves Klein, Marcel Duchamp, Andy Warhol, René Magritte, Alighiero Boetti, Robert Morris et Jasper Johns.

## Elvis Presley
À partir de 2005, Turk a commencé à produire un petit nombre de sérigraphies sur toile, se présentant comme Elvis Presley, dans une pose extraite des peintures d'Andy Warhol du même sujet des années 1960, telles que Triple Elvis de Warhol. Turk a appliqué de la poussière de diamant sur certaines œuvres d'Elvis à base de diamanté appliqué sur des toiles sérigraphiées dans des couleurs vives et éclatantes, qui brillent à la lumière directe. Warhol a été l'un des premiers artistes à utiliser la poussière de diamant dans ses œuvres. Les exemples de la série Elvis de Turk sont Diamond Yellow Elvis, 2005 et Diamond Pink Elvis, 2005,.

## Che Guevara
Un ensemble de ce qui semblait être des affiches classiques de Che Guevara avec son béret s'est révélé être des photos de Turk lui-même. Turk a allégué que la direction du Millennium Dome de Londres (aujourd'hui disparu) a refusé de montrer la sculpture de son Che Gavara [sic], de peur d'offenser le fabricant d'armes BAe/Marconi, sponsor du Dôme. Cependant un correspondant du magazine Art Monthly a souligné que le travail du caricaturiste politiquement de gauche Ralph Steadman était exposé simultanément au Dome.

## Sculpture et travaux publics
Une série d'œuvres en trompe-l'œil tridimensionnelles comprend des objets moulés en bronze, peints pour donner l'apparence de l'objet original. Peut-être ses œuvres les plus vénérées, notamment des sculptures en bronze de sacs en plastique, voir "Bag" (2000). Parmi les autres sculptures figurent "Nomad" (2002), un sac de couchage en bronze et Box (2002), qui ressemble à une boîte en carton. Turk est peut-être le principal représentant du bronze peint. Il a fondu des objets, allant d'allumettes usagées aux dalles usées en passant par des tuyaux d'échappement des véhicules mis au rebut. 

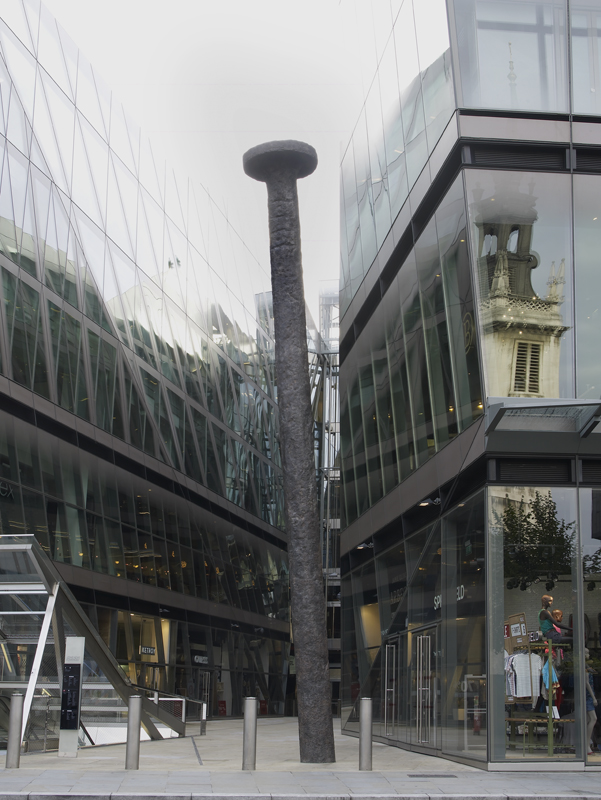
Gavin Turk 'Nail, 2011, photo de Andy Keate

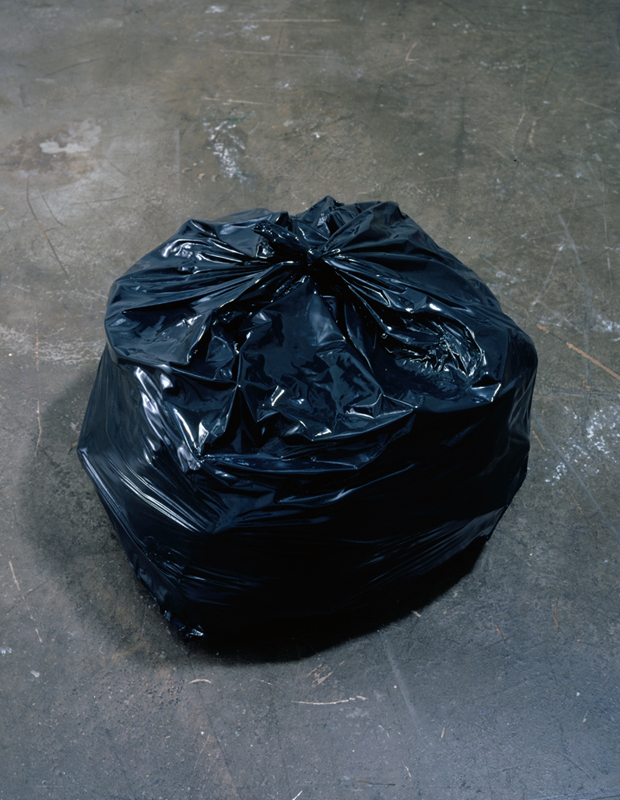
Gavin Turk, Sac, 2000

## Politique
En août 2014, Turk était l'une des 200 personnalités publiques signataires d'une lettre au Guardian qui exprimaient l'espoir que l'Écosse voterait positivement pour rester au sein du Royaume-Uni lors du référendum organisé en septembre sur cette question.
En novembre 2018, Turk était l'une des 82 personnes arrêtées lors d'une occupation coordonnée de cinq ponts dans le centre de Londres. La manifestation, coordonnée par Extinction Rebellion, visait à sensibiliser le public au changement climatique. Turk a déclaré : « Il semble que tout le monde ait un sentiment étrange de déni du changement climatique ». 

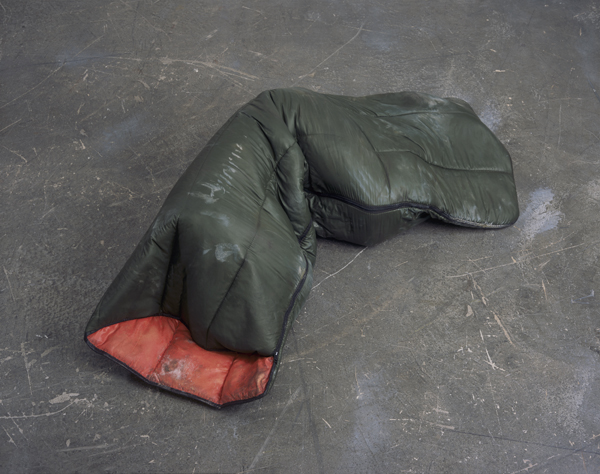
Gavin Turk, Nomade, 2002.

## Prix
En 2001, Turk a reçu de la Royal Academy of Arts de Londres le prix de sculpture Jack Goldhill pour son travail « Bag » (2000). Cette académie lui a également décerné en 2007 le prix Charles Wollaston pour son œuvre «Dumb Candle» (2007), une sculpture d'une bougie faite à partir du haut d'un vieux manche de balai.